# Уелшпул
Уѐлшпул (на английски: Welshpool; на уелски: Y Trallwng, Ъ Тра̀лунг, произнася се по-близко до Ъ Тра̀хлунг) е град в Североизточен Уелс, графство Поуис. Разположен е около река Севърн на 19 km на запад от английския град Шрусбъри. Получава статут на град през 1263 г. Има жп гара и летище. Има също туристическа теснолинейка с дължина 14 km до съседния уелски град Ланвайр Кайрейнион. Селското стопанство е основен отрасъл в икономиката на града. Населението му е 6269 жители според данни от преброяването през 2001 г.

## Спорт
Представителният футболен отбор на града се казва ФК Текногруп Уелшпул Таун. Дългогодишен участник е в Уелската Висша лига.